# 봉산 박씨
봉산 박씨(鳳山朴氏)는 황해북도 봉산군을 본관으로 하는 한국의 성씨이다.
시조는 박간(朴侃)이라는 인물로 신라 경명왕의 후손이며, 고려에서 소감(少監)을 지내고 봉산군(鳳山君)에 봉해졌다.

## 참고 자료
- “봉산박씨(鳳山朴氏)”. 뿌리를 찾아서.[깨진 링크(과거 내용 찾기)]